# Leonhard Frank

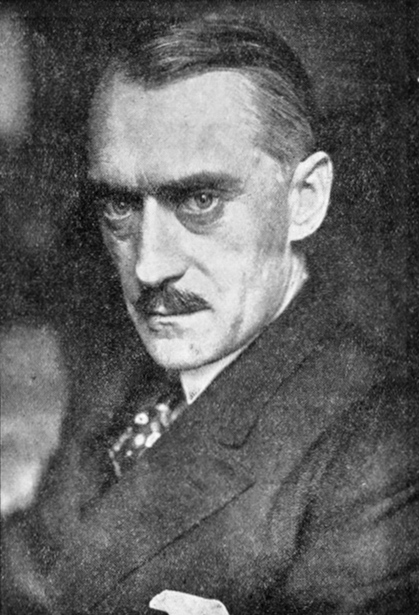
Leonhard Frank, vor 1929

Leonhard Frank (* 4. September 1882 in Würzburg; † 18. August 1961 in München) war ein deutscher Schriftsteller.
Frank ist einer der bedeutendsten sozialkritischen und pazifistischen Erzähler der ersten Hälfte des 20. Jahrhunderts. Er schrieb in einem sparsamen und sachlichen Stil, dem es gleichwohl gelingt, eindringlich die gesellschaftlichen und psychischen Abhängigkeiten seiner Figuren darzustellen. Seine Werke sind geprägt von seiner politischen Vorstellung eines solidarischen und humanen Zusammenlebens der Menschen. Sie können stilistisch zwischen Expressionismus und Sachlichkeit eingeordnet werden. Eine Besonderheit seines Gesamtwerks ist die psychologische Vertiefung seiner Charaktere und der behandelten Themen.

## Leben

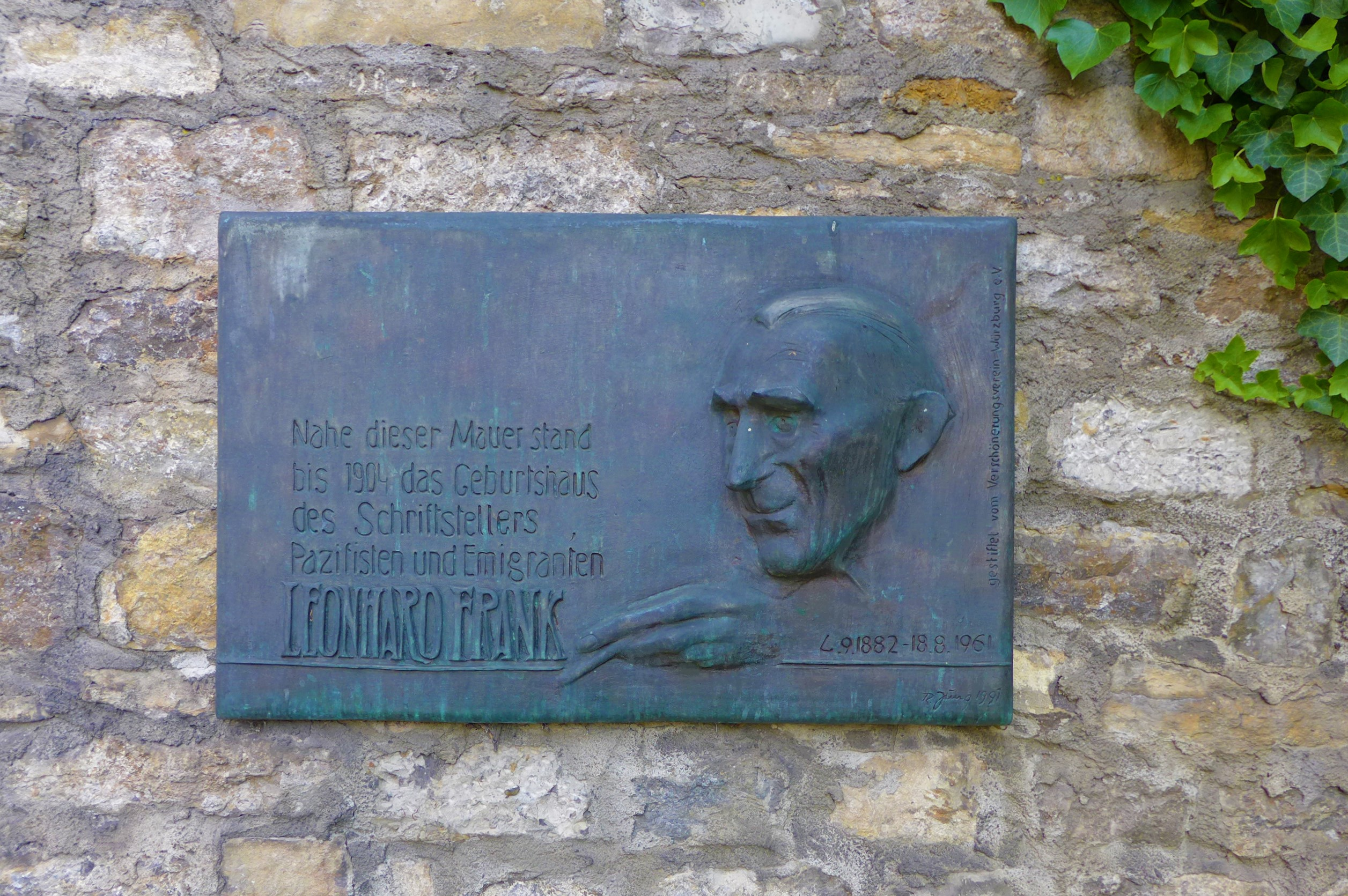
Leonhard-Frank-Gedenktafel in der Nähe des Geburtshauses des Dichters an der Mauer der gotischen Deutschhauskirche im Würzburger Mainviertel

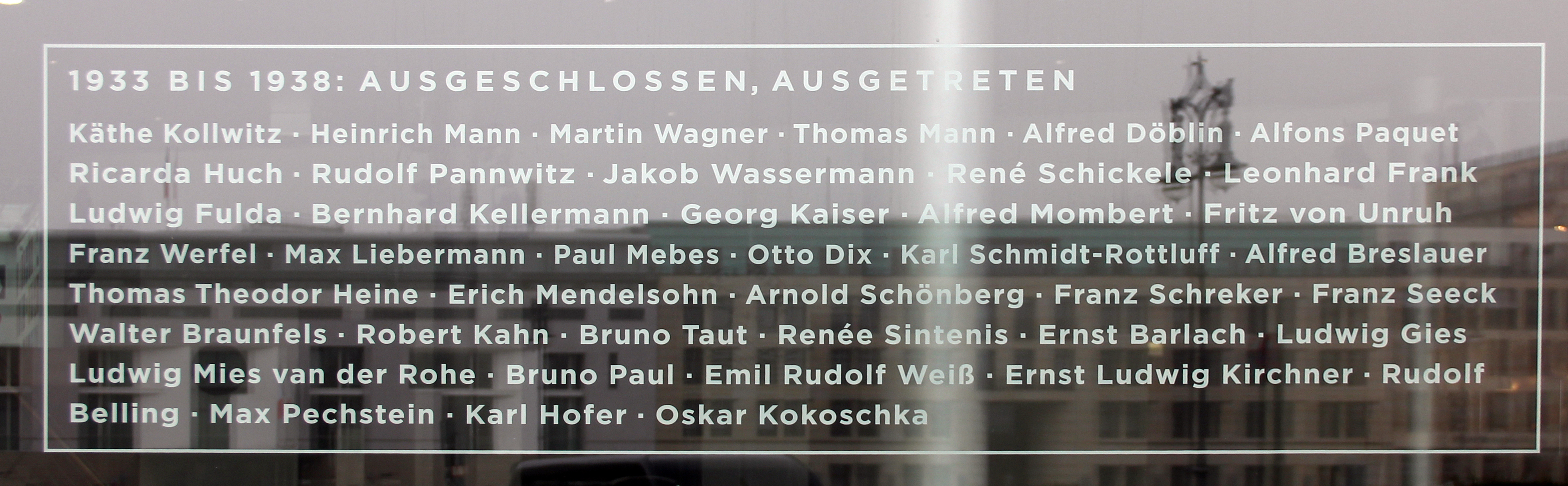
Gedenktafel, Pariser Platz 4, Berlin-Mitte

Leonhard Frank wurde 1882 als viertes Kind des Schreinergesellen Johann Frank und dessen Ehefrau Marie, geborene Bach, im Würzburger Mainviertel am Fuß des Festungsberges in der Zeller Straße 34 geboren und wuchs dort in sehr ärmlichen Verhältnissen auf.
Nach Besuch der evangelischen Konfessionsschule in der Würzburger Münzstraße 19 von 1889 bis 1896 (aus welcher Zeit Frank seine Erlebnisse mit einem sadistischen Lehrer in der Novelle Die Ursache später verarbeitete), einer daran anschließenden Schlosserlehre bei einem Fahrradmechaniker (Firma Fahrrad-Plager am Sternplatz, wo später die Goldschmiede Sebald und Engert eröffnete), bei dem er dann bis 1896 angestellt war, und einer kurzen, auch in seinem Roman Die Räuberbande erwähnten, Tätigkeit als Labordiener am Würzburger Juliusspital verließ er 1904 Würzburg, um in München Kunstmaler zu werden. Er studierte ab 1905 in München an der Kunstakademie mit Hilfe zweier Stipendien Malerei, war Schüler von Anton Ažbe, und hielt sich dabei mit verschiedenen Hilfsarbeiten am Leben. 1909 gehörte er zu den Gründungsmitgliedern der Neuen Künstlervereinigung München (N.K.V.M.), aus der er jedoch im Laufe des Jahres wieder austrat. Frank hielt sich in der Schwabinger Bohème-Szene im Umfeld des Psychiaters Otto Gross auf (Café Stefanie) und gehörte zu den Besuchern des Monte Verità von Ascona. Zeitweilig wohnte er bei dem Lyriker und späteren DDR-Kulturminister Johannes R. Becher in der Bad Uracher Künstlerkolonie.
1910 siedelte er nach Berlin über, wo er die Wienerin Lisa Ertel (eigentl. Luise Elisabeth Erdélyi) kennenlernte und im Februar 1915 heiratete. In Berlin bewegte er sich im Umfeld der sogenannten Neopathetiker, zu denen Kurt Hiller, Jakob van Hoddis, Georg Heym, Ernst Blass und andere gehörten. 1912 erschienen erste Erzählungen von Frank in der Schaubühne und dem damals von Alfred Kerr betriebenen PAN.
1914 hatte er mit seinem ersten Roman Die Räuberbande einen großen Erfolg in Deutschland. Für dieses Werk erhielt er den mit 1000 Reichsmark dotierten Fontane-Preis. Als Sozialist und entschiedener Pazifist ohrfeigte er 1915 in einem Berliner Café den sozialdemokratischen Journalisten Felix Stössinger, weil dieser öffentlich die Versenkung des britischen Passagierschiffs Lusitania durch das deutsche U-Boot U 20, bei dem 1198 Tote zu verzeichnen waren, als „größte Heldentat der Menschheitsgeschichte“ bezeichnet hatte. Aufgrund dieser Tat musste Frank anschließend in die Schweiz emigrieren. Hier beendete er die Novelle Die Ursache, eine eindeutige Stellungnahme gegen die Todesstrafe, und schrieb mehrere kurze Novellen gegen den Krieg, die 1917 in der Schweiz unter dem Sammeltitel Der Mensch ist gut erschienen. In Deutschland verboten, musste dieses Buch illegal eingeführt werden und wurde dann von Kriegsgegnern weiterverbreitet. Die bekannte Schauspielerin Tilla Durieux veranstaltete kurz nach Erscheinen eine Lesung aus dem Buch, die die etwa 300 Zuhörer dermaßen aufrüttelte, dass sie nur mit Mühe davon abgehalten werden konnten, mit Protestrufen gegen den Krieg über den Potsdamer Platz in Berlin zu ziehen. Eine der stark beeindruckten Zuhörerinnen war Käthe Kollwitz. Im November 1918 wurde Frank von Heinrich Mann der Kleist-Preis zugesprochen.
Nach Ende des Ersten Weltkrieges 1918 beteiligte er sich an der Münchner Räterepublik als Anhänger von Kurt Eisner und Gustav Landauer und war zeitweilig Mitglied im Vollzugsausschuss des Arbeiter- und Soldatenrates. Nach der Niederschlagung der Rätebewegung in München Anfang Mai 1919, bei der Frank verwundet wurde, kehrte er nach Berlin zurück, lebte zwischenzeitlich aber auch in München, Würzburg und Wien.
In Berlin arbeitete Frank als freier Schriftsteller bis 1933. Der Tod seiner ersten Frau 1923 führte zu einer schweren Schaffenskrise. Nach etwa einem Jahr fand er zurück zum Schreiben und verkehrte im kulturellen Milieu Berlins, z. B. in den Künstlerlokalen Schwannecke und Schlichter und im Eden-Café des gleichnamigen Hotels in Zoo-Nähe. Frank engagierte sich im Komitee Künstlerhilfe der Internationalen Arbeiterhilfe (IAH) von Willi Münzenberg und dem oppositionellen Schriftstellerzirkel „Gruppe 1925“ (u. a. Johannes R. Becher, Alfred Döblin, Bertolt Brecht).
1928 wurde Frank in die Preußische Akademie der Künste zu Berlin gewählt. 1929 heiratete er erneut, seine Frau wurde die in Kiew geborene, aus Odessa stammende Übersetzerin Elena Maquenne Pewsner. Im selben Jahr wurde der Sohn Andreas geboren. Ab 1928 war Frank nicht nur als Schriftsteller tätig, sondern schrieb auch Drehbücher für verschiedene Filme. Beeindruckend ist seine Bearbeitung des Karamasoff-Stoffs für den Film Der Mörder Dimitri Karamasoff mit Fritz Kortner in der Hauptrolle. Unter der Regie von Victor Trivas, mit der Musik von Hanns Eisler und dem Darsteller Ernst Busch, war er an dem Antikriegsfilm Niemandsland beteiligt. Das Werk führte zu heftigen Attacken von Nationalisten und Nationalsozialisten und wurde aufgrund deren Druck von der Reichsregierung verboten.
Mit Beginn des Dritten Reiches emigrierte Frank nach kurzem Zwischenaufenthalt in München 1933 zum zweiten Mal über Zürich und London nach Paris. Seine Bücher fielen in Deutschland der Bücherverbrennung im Mai 1933 zum Opfer, er wurde im März 1933 von Gottfried Benn aus der Preußischen Akademie ausgeschlossen. Am 3. November 1934 wurde ihm, u. a. wegen der Unterzeichnung des Saaraufrufs deutscher Intellektueller, mit der Veröffentlichung der dritten Ausbürgerungsliste des Deutschen Reichs die deutsche Staatsbürgerschaft rechtskräftig aberkannt. 1936 reiste er gemeinsam mit Thomas Mann aus Anlass des 80. Geburtstags von Sigmund Freud nach Wien.
Mit Beginn des Zweiten Weltkrieges 1939 wurde er wie alle deutschen Exilanten von den französischen Behörden interniert, zunächst in Paris, dann in der Nähe von Blois. Zwischenzeitlich freigelassen, wurde er mit dem Überfall von Nazi-Deutschland auf Belgien und die Niederlande im Mai 1940 wieder von der französischen Polizei verhaftet und mit ca. 1000 anderen Exilanten in einer ehemaligen Sardinenfabrik in Audierne bei Quimper, Bretagne interniert. Der Internierung und zu befürchtenden Auslieferung an die Nazis entzog er sich kurz vor Eintreffen der deutschen Truppen durch Flucht. Zunächst zu Fuß, später mit dem Fahrrad und zuletzt per Zug flüchtete Frank zusammen mit dem Journalisten Léo Lania und einem weiteren Leidensgenossen, unter permanenter Lebensgefahr, durch die deutschen Linien nach Marseille. Er hat dies später in seinen biografischen Romanen Mathilde und Links, wo das Herz ist ausführlich beschrieben. Der Roman Mathilde ist seiner damaligen Geliebten, der schweizerischen Schriftstellerin und Tänzerin Maria Meinen, gewidmet, die ihn während seiner Flucht finanziell unterstützte.
Auch in Marseille lebte er, ohne Einkommen und ohne gültige Papiere, in Furcht vor der französischen Polizei und der Auslieferung an die Gestapo. In dieser Zeit hatte er engen Kontakt mit Walter Mehring. Mit Unterstützung von Maria Meinen und verschiedener Hilfskomitees, zum Beispiel des unter Beteiligung von Erika Mann und Thomas Mann in New York gegründeten Emergency Rescue Committee (ERC), konnte er schließlich mittels eines gefälschten tschechoslowakischen Reisepasses über die Pyrenäen, Spanien und Portugal in die Vereinigten Staaten flüchten (1940).
Hier arbeitete er auf Vermittlung des European Film Fund von Ernst Lubitsch und William Dieterle als Drehbuchautor bei Warner Brothers in Hollywood, ohne jedoch Erfolg und Anerkennung zu finden. In den USA wurde Frank permanent vom FBI und der Einwanderungsbehörde überwacht, weil er in deren Augen ein gefährlicher Kommunist bzw. „violently pacifist“ war. Zudem entsprach sein Privatleben nicht den damals in den USA herrschenden Moralvorstellungen. Nach einem Umzug 1945 nach New York kehrte er 1950 wieder nach Deutschland zurück. Das FBI setzte die Überwachung Franks auch in Deutschland fort. Zuvor hatte er mit dem Roman Die Jünger Jesu einen der wenigen zeitgenössischen Romane geschrieben, die sich der unmittelbaren Nachkriegssituation in Deutschland annehmen. Mit Sympathie schildert er Not und Wiederbeginn im zerstörten Würzburg, kritisiert aber zugleich die aufkommenden neofaschistischen Bestrebungen. Dies brachte ihm mit dem Vorwurf der „Nestbeschmutzerei und Verleumdung“ die Feindschaft eines Teils der bundesrepublikanischen Öffentlichkeit ein. Frank ließ sich kurz nach der Ankunft in München nieder, wo er bis zu seinem Tod ansässig blieb. Er wurde Mitglied der Deutschen Akademie der Schönen Künste und der Bayerischen Akademie der Wissenschaften. In München fand er Anschluss an den literarischen Tukan-Kreis um Erich Kästner.
1952 heiratete er zum dritten Mal: 1947 hatte er in den USA die ehemalige Schauspielerin Charlott London, geb. Jäger, kennen- und lieben gelernt, die seither die Frau an seiner Seite war. Da beide damals noch mit anderen Partnern verheiratet waren, konnte die Hochzeit erst nach Vollziehung der Scheidungen stattfinden. Trauzeuge der Eheschließung war Franks langjähriger Freund Fritz Kortner, Schauspieler und Regisseur. Zur Hochzeit erschien auch sein letztes großes Werk, der autobiografische Roman Links, wo das Herz ist.
Neben der Silbernen Medaille der Stadt Würzburg 1952, dem Kulturpreis der Stadt Nürnberg 1953, dem großen Verdienstkreuz der Bundesrepublik Deutschland und der Ehrendoktorwürde der Humboldt-Universität Berlin/DDR 1957 verlieh ihm die DDR 1955 für sein Gesamtwerk den Nationalpreis I. Klasse. Die UdSSR ehrte ihn 1960 mit der Tolstoi-Medaille.
Allen Ehrungen zum Trotz wurde es für Frank während der Adenauer-Ära immer schwieriger, in der Bundesrepublik zu publizieren. Er gehörte zu den Persönlichkeiten, die über die Nazi-Zeit und deren Verbrechen nicht schweigen wollten, die nicht vergessen wollten, dass zahlreiche NS-Täter problemlos in der Bundesrepublik Karriere machen konnten. Man nahm ihm übel, dass er die kommunistische DDR besuchte und dass er sich im Westen in der Bewegung „Kampf dem Atomtod“ engagierte. Seine Gesammelten Werke erschienen im damals von Walter Janka geleiteten Aufbau-Verlag der DDR. Als Janka später bei der SED in Ungnade fiel und verhaftet wurde, wurde Frank als Emissär unter anderem von Katia Mann und Hermann Hesse in Ost-Berlin vorstellig, um sich für Janka einzusetzen, allerdings vergeblich.
Leonhard Frank verstarb am 18. August 1961 in München. Fünf Tage vor seinem Tod kam die Nachricht vom Bau der Berliner Mauer. Frank frohlockte: „Na endlich! Nur so kann die DDR eine Ausbeutung durch den Westen verhindern“. Er wurde auf dem Nordfriedhof in München beigesetzt.

## Werke

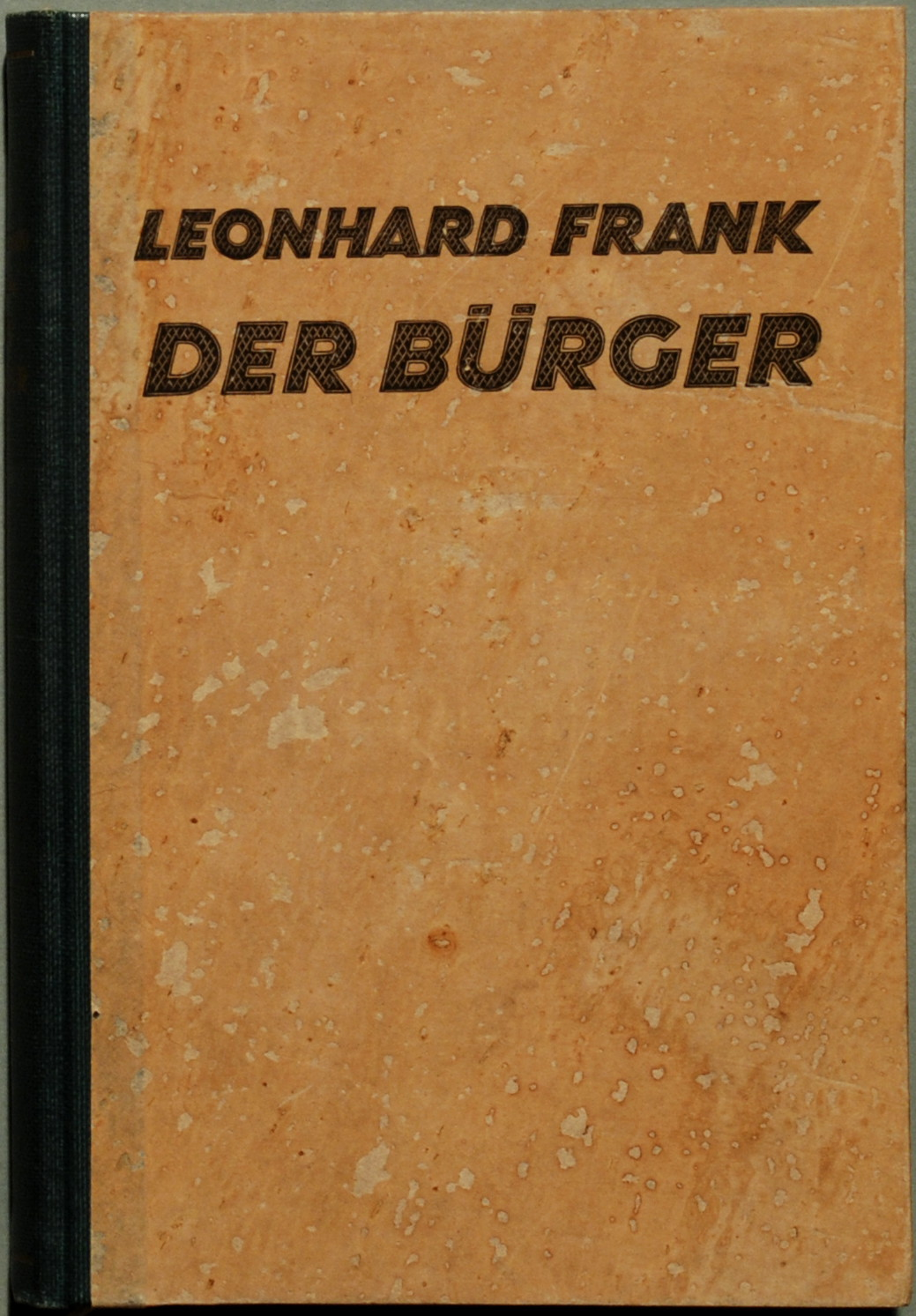
Verlagseinband der Erstausgabe 1924

### Anthologie
- Gesammelte Werke. (6 Bände) Aufbau-Verlag, (Ost-)Berlin, 1957.

### Romane
- Die Räuberbande. 1914.
- Der Bürger. 1924.
- Das Ochsenfurter Männerquartett. 1927.
- Bruder und Schwester. 1929.
- Von drei Millionen drei. 1932.
- Traumgefährten. 1936.
- Mathilde. 1948.
- Die Jünger Jesu. 1947.
- Links, wo das Herz ist. (Autobiographischer Roman) 1952.

### Novellen
- Die Ursache. 1915.
- Der Mensch ist gut. 1917. Gleicher Titel für eine Novellensammlung zus. mit: Im letzten Wagen. An der Landstraße. Der Beamte. Die Schicksalsbrücke. Atmen. Querido, Amsterdam 1936
- Der Vater. 1918.Km
- Die Mutter. 1919.
- An der Landstraße. 1925.

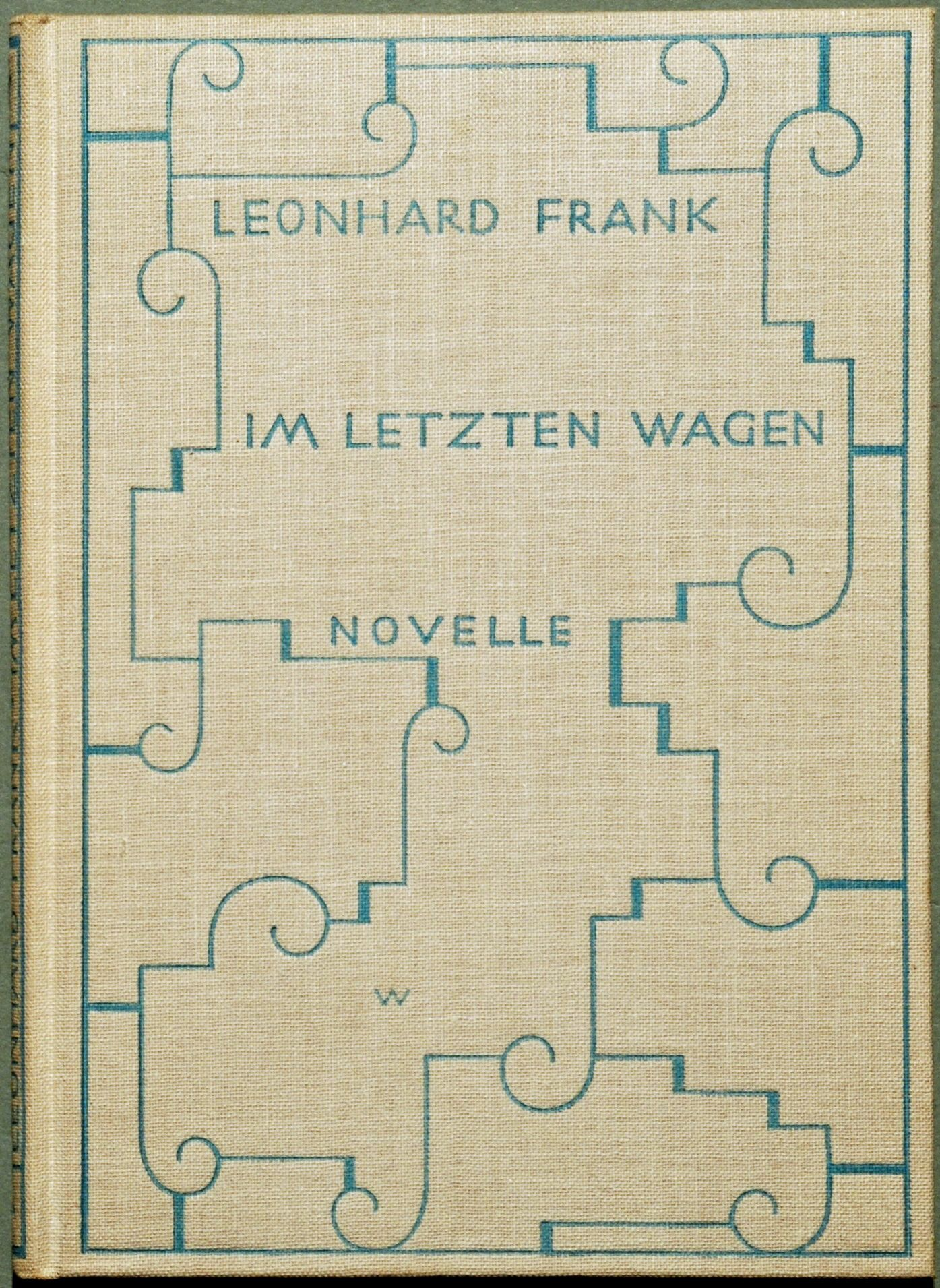
Verlagseinband der Erstausgabe 1925

- Die Schicksalsbrücke. 1925. Mit den Erzählungen:
  - Der Beamte.
  - Zwei Mütter.
- Im letzten Wagen. E. Rowohlt, Berlin 1925, 1926. (Siehe auch 1929: Absturz. Nachkriegsauflage bei Reclam, Leipzig. Teilweise mit einem Kurzessay von Alfred Polgar über Leben und Werk LF.s. (3 S.) Diese Ausgaben sind bibliographisch allein daran zu erkennen, dass der Untertitel Erzählung, im Singular, lautet, Seitenzählung 52 S. – Alle Ausgaben mit dem Plural Erzählungen mit 69 S. enthalten dieses Nachwort nicht, trotz identischer Reihen-Nummer RUB 7004 für beide Editionen). ** Bulgarische Ausgabe: 1964. 
  - Mehrere englische Ausgaben.
  - Absturz Reclam, Leipzig 1929. Ident. mit Im letzten Wagen – Wieder in: Neue deutsche Erzähler (Bd. 1) (Max Brod u. a.) Paul Franke, Berlin o. J. (1930) sowie weitere Nachkriegs-Auflagen bei Reclam, Leipzig. Seit 1929: RUB 7004. Die Ausgabe mit diesem Titel enthalten stets Polgars Nachwort.
- Karl und Anna. 1926. (1928 von Joe May unter dem Titel Heimkehr sowie 1985 von Rainer Simon unter dem Titel Die Frau und der Fremde verfilmt)
- Der Streber u. a. Erzählungen. 1928.
- Die Entgleisten. 1929.
- Deutsche Novelle. 1954.
- Das Porträt. 1954.
- Berliner Liebesgeschichte. 1955.
- Michaels Rückkehr. 1957.
- Kurzgeschichten. 1961. (Enthält: Der Hut, Fünf Pfennige, Katholizismus, Der Erotomane und die Jungfrau, Die Flucht, Liebe im Nebel, Ein unerklärliches Erlebnis)

### Dramen
- Die Ursache. (Bühnenfassung) 1929.
- Karl und Anna. (Bühnenfassung) 1929.
- Hufnägel. 1930.
- Der Außenseiter. 1937.
- Maria. 1939.
- Die Kurve. 1955.
- Die Hutdynastie. 1955.
- Baccarat. 1957.
- Ruth. 1960.

### Kurzgeschichten
- Der Hut.
- Jahrmarkt.
- Atmen.
- Das Porträt.
- Fünf Pfennige.
- Emil Müller.
- Der Heiratsvermittler.
- Berliner Liebesgeschichte.
- New Yorker Liebesgeschichte. 1946.

### Drehbücher
- 1924: Das blonde Hannele
- 1931: Der Mörder Dimitri Karamasoff

## Adaptionen

### Verfilmungen
- 1928: Heimkehr  – nach der Novelle Karl und Anna
- 1928: Die Räuberbande – nach Die Räuberbande[11]
- 1931: Niemandsland
- 1947: Desire Me  – nach der Novelle Karl und Anna
- 1958: Der Prozeß wird vertagt  – nach der Novelle Michaels Rückkehr
- 1963: Die Ursache (DDR)  – nach Die Ursache (1915)
- 1964: Chronik eines Mordes  – nach dem Roman Die Jünger Jesu
- 1972: Deutsche Novelle. (BRD)  – nach Deutsche Novelle (1954)
- 1974: Die Kurve (DDR)  – nach Hufnägel (1930)
- 1976: Der Mörder (DDR) – nach Die Ursache (1915)
- 1978: Das Männerquartett (BRD)  – nach dem Roman Das Ochsenfurter Männerquartett
- 1979: Das Ende vom Lied  – zweiteiliger DDR Fernsehfilm – 1. Teil Ochsenfurter Männerquartett – 2. Teil Von drei Millionen drei[12]
- 1980: Der Mörder (BRD) – nach Die Ursache (1915)
- 1985: Die Frau und der Fremde  – nach der Novelle Karl und Anna

### Dramatisierung
- 2012: Der Bürger – Hochschule für Schauspielkunst Ernst Busch[13]

### Hörspiel
- 1955: Die Ursache – Rundfunk der DDR.[14]

## Auszeichnungen
- 1914: Theodor-Fontane-Preis für Die Räuberbande
- 1918: Kleist-Preis für Der Mensch ist gut (erst 1920 überreicht)
- 1928: Wahl zum Mitglied der Sektion Dichtkunst der Preußischen Akademie der Künste
- 1950: Wahl zum Mitglied der Deutschen Akademie für Sprache und Dichtung
- 1952: Silberne Stadtplakette der Stadt Würzburg
- 1953: Preis der Stadt Nürnberg
- 1955: Nationalpreis der DDR I. Klasse für Kunst und Literatur
- 1957: Großes Verdienstkreuz des Verdienstordens der Bundesrepublik Deutschland
- 1957: Ehrendoktorwürde (Dr. phil. h. c.) der Ost-Berliner Humboldt-Universität
- 1960: Tolstoi-Medaille

## Ehrungen
Neben seiner Geburtsstadt Würzburg mit der (1965 nach „langen Streitereien und Querelen im Würzburger Stadtrat“ so benannten) Leonhard-Frank-Promenade, einer 1991 vom Würzburger Verschönerungsverein gestifteten und der Künstlerin Renate Jung gestalteten Gedenktafel an der Stelle seines 1903 wegen Baufälligkeit abgerissenen Geburtshauses und dem in der Frankenstraße eingerichteten Leonhard-Frank-Jugendzentrum der Arbeiterwohlfahrt in Würzburg gibt es zahlreiche Kommunen, wie Berlin, Dresden, Leipzig, Weimar oder Suhl, die eine Straße oder Schulen nach dem Schriftsteller benannt haben.
Aus Anlass des 100. Geburtstags Leonhard Franks wurde in Würzburg 1982 die Leonhard-Frank-Gesellschaft e. V. gegründet.
Eine Grundschule in Würzburg ist auch nach ihm benannt.

## Darstellung Franks in der bildenden Kunst (Auswahl)
- Emil Stumpp: Leonhard Frank (Kreide-Lithographie, 1929)[18]